# Blue Ridge Mountains
Blue Ridge Mountains er den østligste bjergkæde i Appalacherne i det østlige USA. Blue Ridge Mountains strækker sig gennem staterne Georgia, South Carolina, North Carolina, Virginia, West Virginia, Maryland, Pennsylvania, New Jersey og New York. I de to sidstnævnte stater kaldes bjergkæden dog henholdsvis Kittatinnies og Shawagunk. 
I daglig tale bruges navnet Blue Ridge Mountains primært om den østligste kæde i Appalacherne, men geologisk omfatter bjergene også Great Smoky Mountains, Great Balsams m.fl. samt en del af Shenandoah Valley.
Bjergkæden er en af verdens ældste bjergkæder, visse dele mere end en milliard år gamle. Klipperne er hovedsageligt granit og omdannet (metamorfisk) vulkansk materiale (gnejs). I den del af bjergkæden, der går gennem Virginia, findes også en del limstensformationer med et stort antal større og mindre hulekomplekser, fx Luray Caverns, Grand Caverns, Endless Caverns, Shenandoah Caverns m.fl. I North Carolina findes kun et enkelt hulekompleks, nemlig de forholdsvis små Linville Caverns.
I den sydlige del af Blue Ridge Mountains findes størsteparten af Appalachernes højeste bjerge. Således er der alene i North Carolina og Tennessee 39 bjerge på mere end 1.800 meter, mens der i den nordlige del af Appalacherne kun er et enkelt bjerg over 1.800 meter. Bjergkædens højeste bjerg er Mount Mitchell i North Carolina med sine 2.037 m (6.684 fod), mens Grandfather Mountain, ligeledes i North Carolina, med 1.817 meter (5.964 fod) er det højeste bjerg i den østligste del af kæden.
Gennem den sydlige del af bjergkæden går Blue Ridge Parkway, en 750 km lang, naturskøn vej, der forbinder de to nationalparker Great Smoky Mountains National Park i North Carolina og Shenandoah National Park i Virginia.